# الهجوم على السفارة الأمريكية في صنعاء 2008
الهجوم على السفارة الأمريكية في صنعاء 2008 في صنعاء، اليمن في 18 سبتمبر 2008،أسفرت عن 19 حالة وفاة و 16 إصابات.وقتلوا ستة مهاجمين، وستة من الشرطة اليمنية، وسبعة مدنيين . وكان هذا الهجوم هو الثاني الذي يحدث في نفس العام، بعد هجوم في وقت سابق بالهاون في 18 مارس 2008 أخطأ استهداف السفارة وضرب مدرسة للبنات. وأعلنت حركة الجهاد الإسلامي في اليمن، التابع لتنظيم القاعدة مسؤوليتها عن الهجوم.